# Gare d'Auteuil-Boulogne
Pour les articles homonymes, voir Gare de Boulogne.
La gare d'Auteuil-Boulogne est une gare ferroviaire désaffectée située dans le 16e arrondissement de Paris (France). Créée en 1854, elle fait partie de la ligne de Pont-Cardinet à Auteuil – Boulogne (ou ligne d'Auteuil), intégrée en 1867 à la ligne de Petite Ceinture. La gare ferme en 1985.
Son bâtiment a été conservé et accueille de nos jours un restaurant, tandis que ses anciens quais ont désormais été transformés : une partie a été lotie et une autre intègre la Petite Ceinture du 16e, une promenade pédestre qui se poursuit jusque Passy.

## Caractéristiques

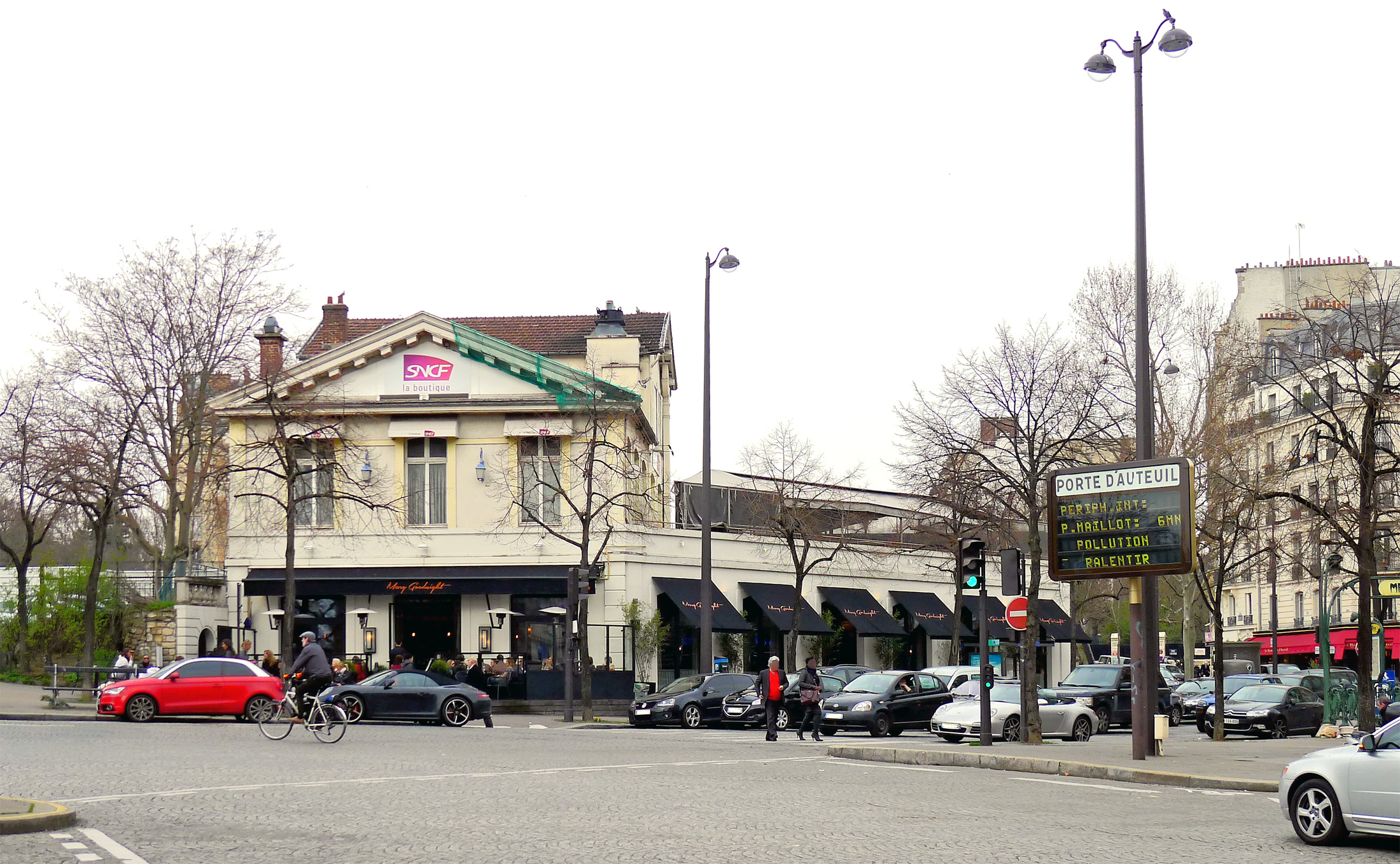
L'ancienne gare vue en 2014.

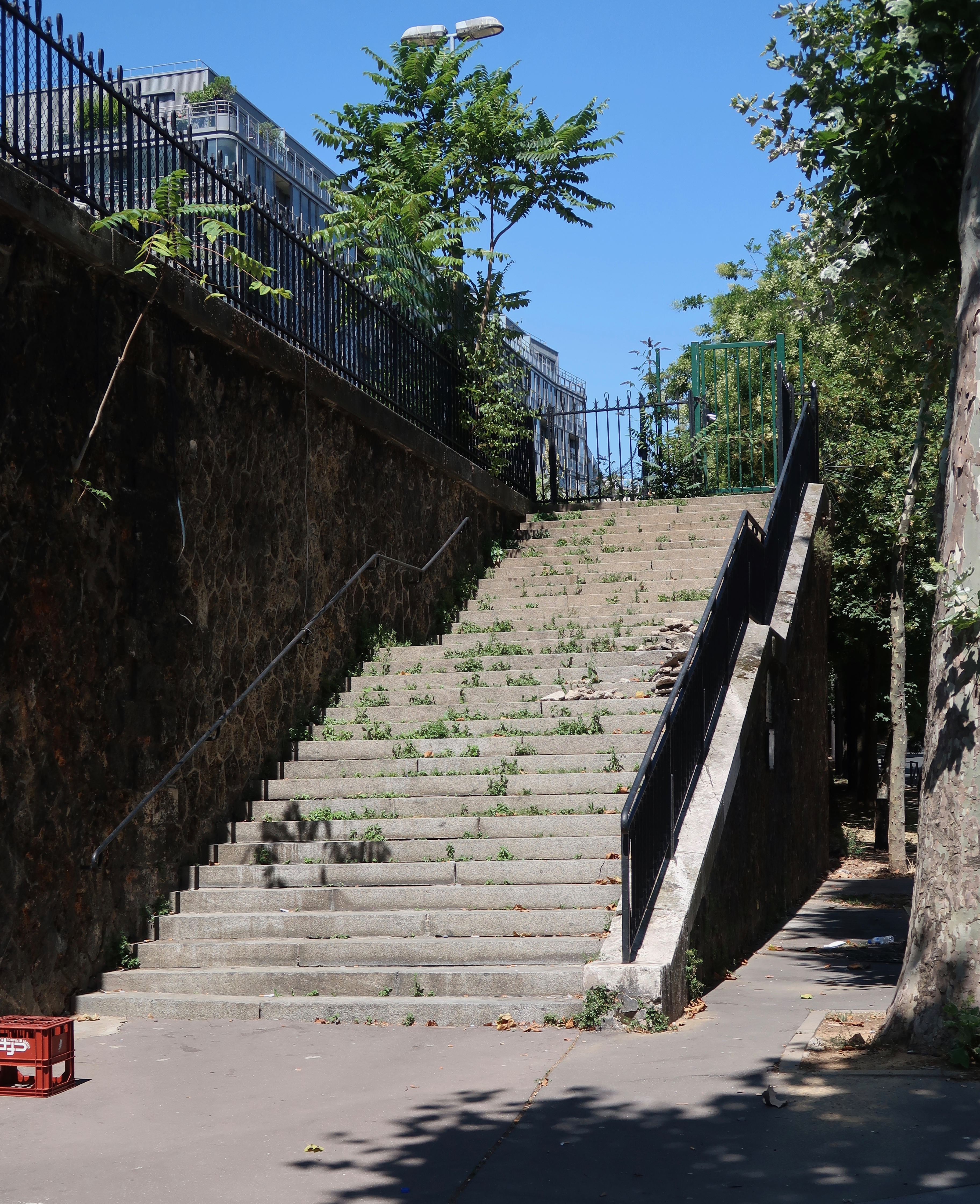
L'escalier.

La gare se situe dans le sud-ouest du 16e arrondissement de Paris, place de la Porte-d'Auteuil, au débouché du boulevard Exelmans et de la rue d'Auteuil, près de leur croisement avec les boulevards Suchet et de Montmorency et la rue Poussin.
Les voies se trouvaient au niveau du premier étage de l'édifice, se poursuivant au nord jusqu'à l'actuelle promenade de la Petite Ceinture du 16e, située sur un plateau surplombant la place d'Auteuil. Côté sud, elles empruntaient un viaduc, détruit vers 1960, qui continuait boulevard Exelmans,.
Le bâtiment voyageurs est un édifice de plain-pied donnant sur la place, d'un étage, désormais reconverti en restaurant. Les quais de la gare ont disparu mais il subsiste un escalier d'accès désaffecté à l'extrémité sud du boulevard de Montmorency (il ne permet pas d'accéder à la promenade de la Petite Ceinture).

## Histoire
En 1852 est décidée la création du chemin de fer d'Auteuil, confié à la Compagnie du chemin de fer de Paris à Saint-Germain. Celle-ci acquiert à cette fin la propriété Montmorency-Boufflers. Le quartier est complètement réaménagé avec la création de la gare d'Auteuil et, à proximité, l'ouverture de la rue du Débarcadère (actuelle rue Poussin), de la rue des Arts (actuelle rue Géricault), de la rue de Montmorency (actuelle rue Donizetti), du boulevard de Montmorency et de la villa Montmorency,.

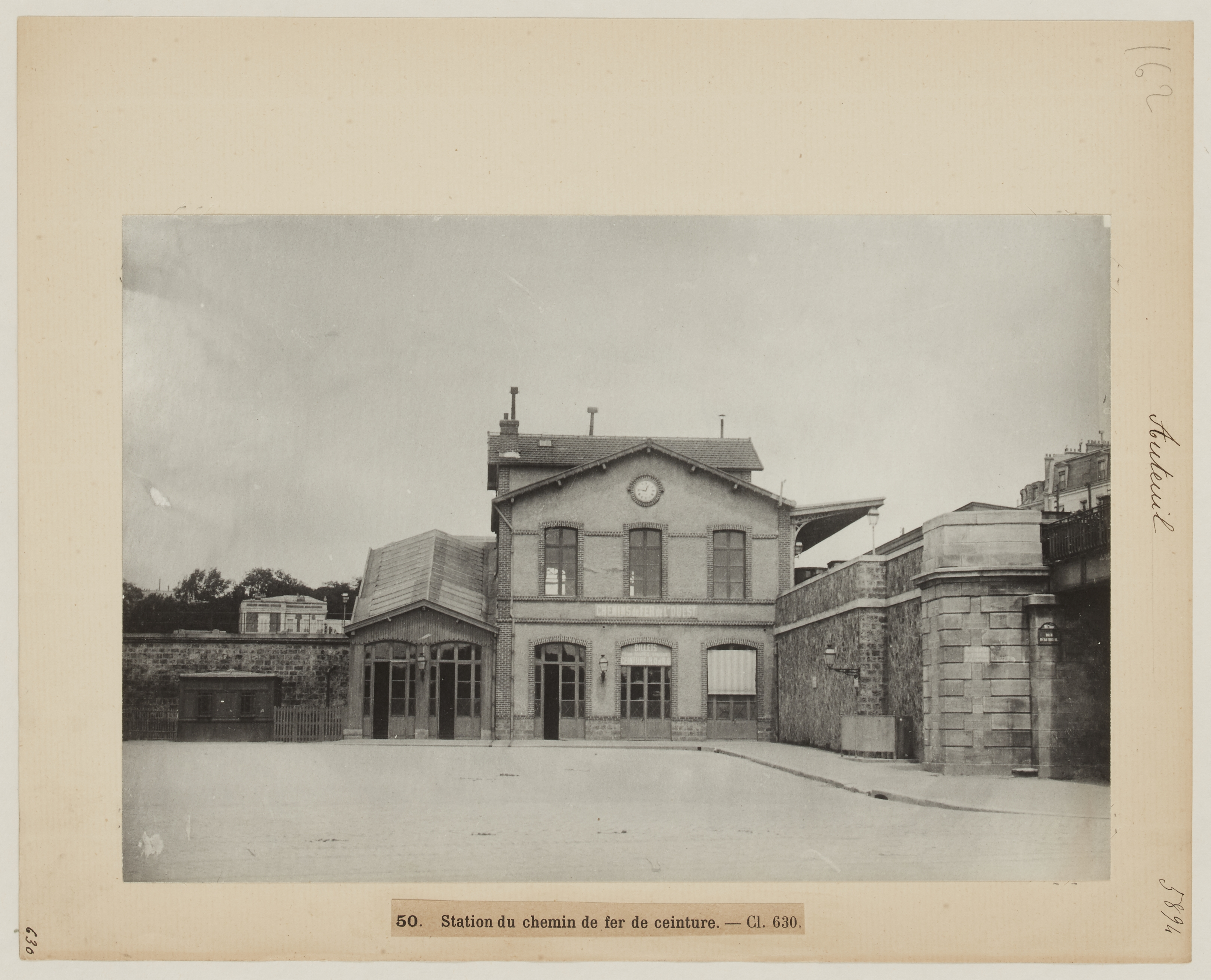
Le bâtiment ferroviaire vers 1890. Le début du viaduc est visible côté droit.

La gare d'Auteuil-Boulogne est ouverte aux voyageurs le 2 mai 1854 comme terminus de la ligne d'Auteuil, la reliant à la gare Saint-Lazare. Lors de travaux effectués en vue de l'Exposition universelle de 1867, elle est reliée via un viaduc (voie aérienne), côté sud, à la gare du Point-du-Jour, boulevard Exelmans, qui permet de gagner le 15e arrondissement de Paris. Le 25 février 1867, elle intègre alors la ligne Petite Ceinture Rive Gauche, chose qui prend fin le 20 décembre 1915, lorsque la ligne d'Auteuil se met à ne plus utiliser que des trains de son propre service : les voyageurs doivent donc désormais effectuer un changement de wagon à la station Auteuil, comme à celle de Courcelles-Ceinture.
Une gravure représentant la station vers 1860 figure dans le Dictionnaire historique des rues de Paris de Jacques Hillairet.
En 1870-1871, durant le siège de Paris puis, en 1871, pendant la Commune de Paris, la gare et le quartier sont très éprouvés. Le bâtiment de la gare d’Auteuil est en grande partie détruit et le viaduc débouchant sur la gare doit être entièrement reconstruit.
Le poète Paul Verlaine a écrit les vers suivants :

« Âme, te souvient-il, au fond du paradis,

De la gare d’Auteuil et des trains de jadis

T'amenant chaque jour, venus de La Chapelle ?

Jadis déjà ! Combien pourtant je me rappelle

Mes stations au bas du rapide escalier

Dans l’attente de toi, sans pouvoir oublier

Ta grâce en descendant les marches, mince et leste

Comme un ange le long de l’échelle céleste, etc. »

En octobre 1896, à l'occasion de leur visite en France, le tsar de Russie Nicolas II et son épouse Alexandra traversent la gare d'Auteuil-Boulogne pour gagner la gare de Passy-la-Muette (16e arrondissement).
En 1925, les trains circulant gare d'Auteuil-Boulogne passent de la traction vapeur à l'électricité, chose qui perdurera jusqu'en 1985.
Le viaduc du boulevard Exelmans est détruit vers 1960 et la gare d'Auteuil redevient donc un terminus,.

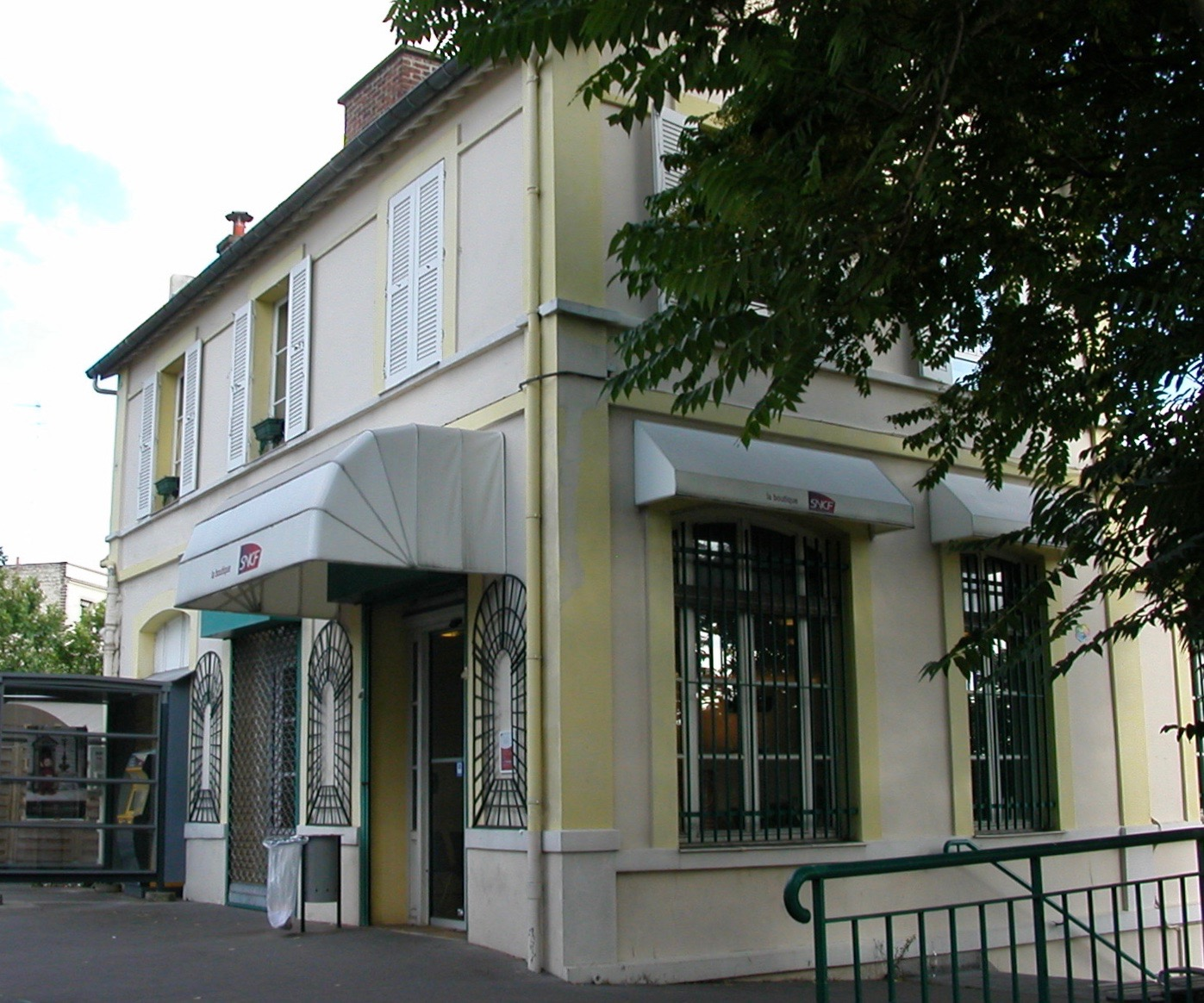
L'ancienne agence SNCF, située à l'arrière de la façade donnant sur la place de la Porte-d'Auteuil.

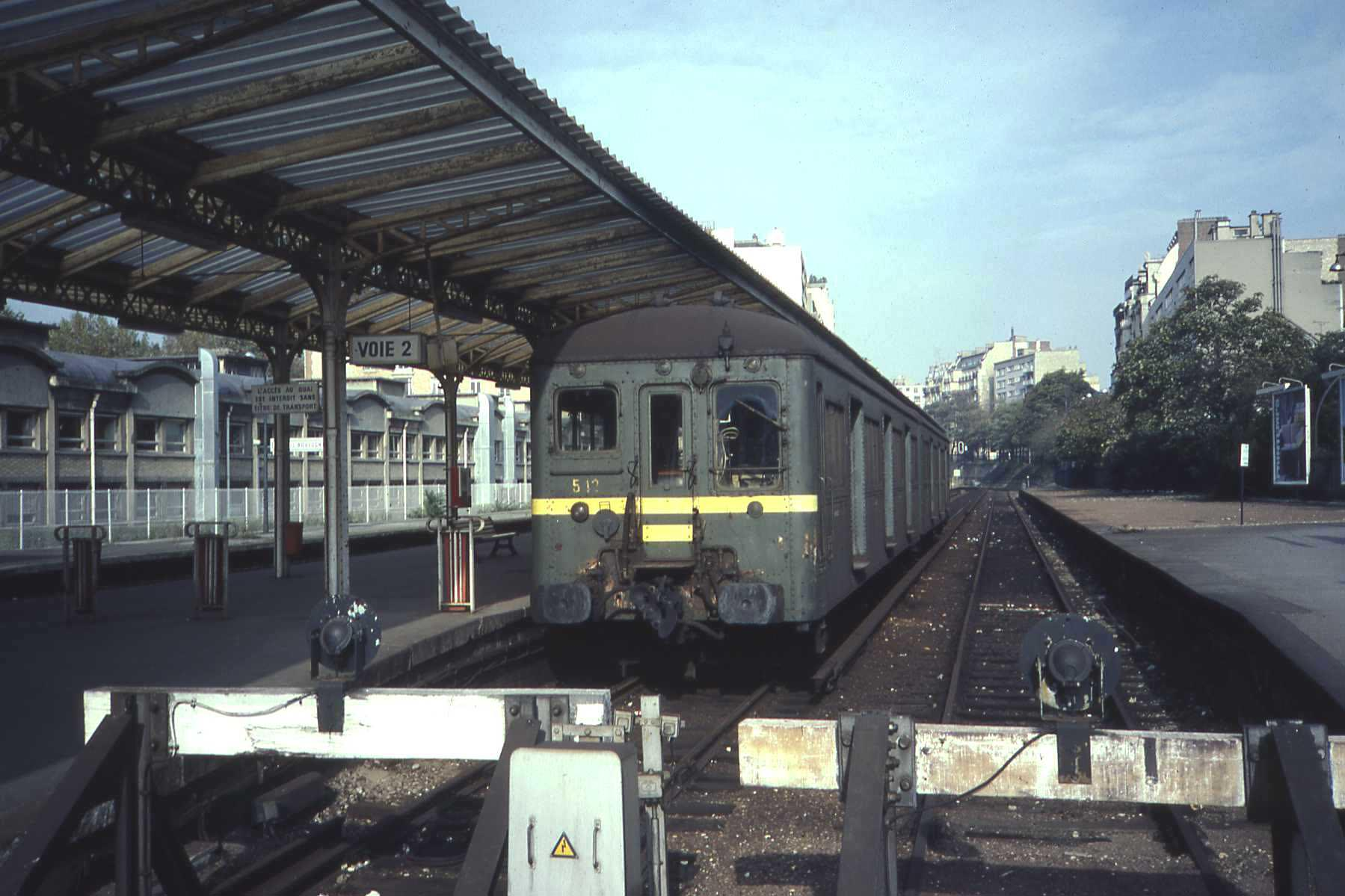
Les quais en 1982.

La ligne ferme le 6 janvier 1985, en raison des travaux de construction du RER C. Désaffectée, son bâtiment est actuellement occupé par un restaurant, comme la gare suivante de Passy-la-Muette, et jusqu'au début des années 2010, sur sa partie arrière, par une agence de la SNCF,.
En 2007, les voies désaffectées au nord sont ouvertes aux piétons : réaménagées en promenade arborée, elles accueillent désormais la Petite Ceinture du 16e.
Les anciens quais de la gare sont détruits fin 2009 pour faire place à un projet immobilier mais celui-ci est bloqué par des recours de riverains. Le site devient alors un terrain vague. Après un arrêt, en juin 2014, de la cour administrative d'appel de Paris rejetant les requêtes, le projet, constitué de plusieurs immeubles à usage mixte, est relancé par la Ville de Paris ; la maire de Paris Anne Hidalgo annonce la construction de sa première phase avec 177 logements sociaux et une crèche. Les travaux achevés, les nouveaux locataires emménagent en 2016.

## Galerie de photographies anciennes

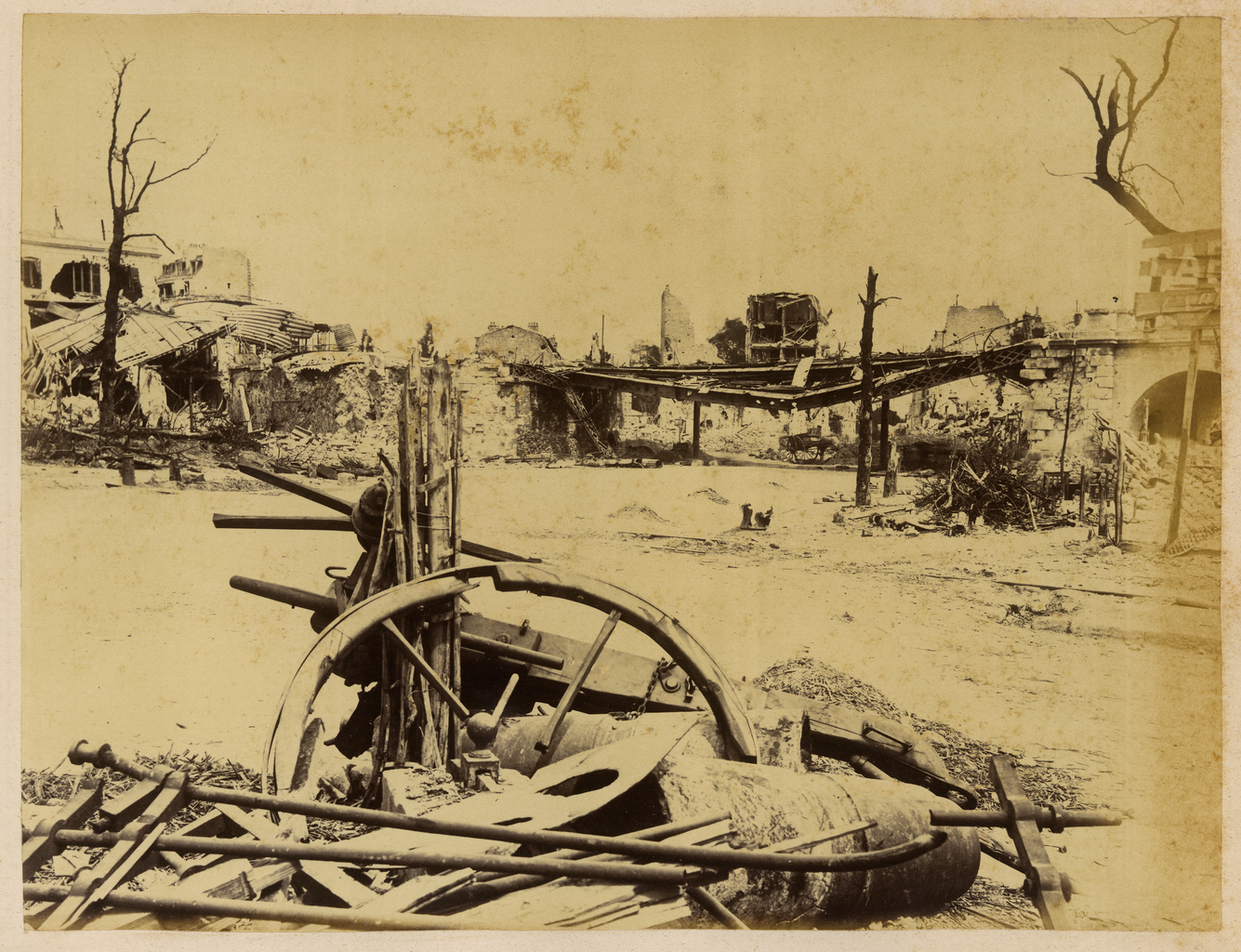
La gare après le siège de Paris et la Commune de Paris en 1871.
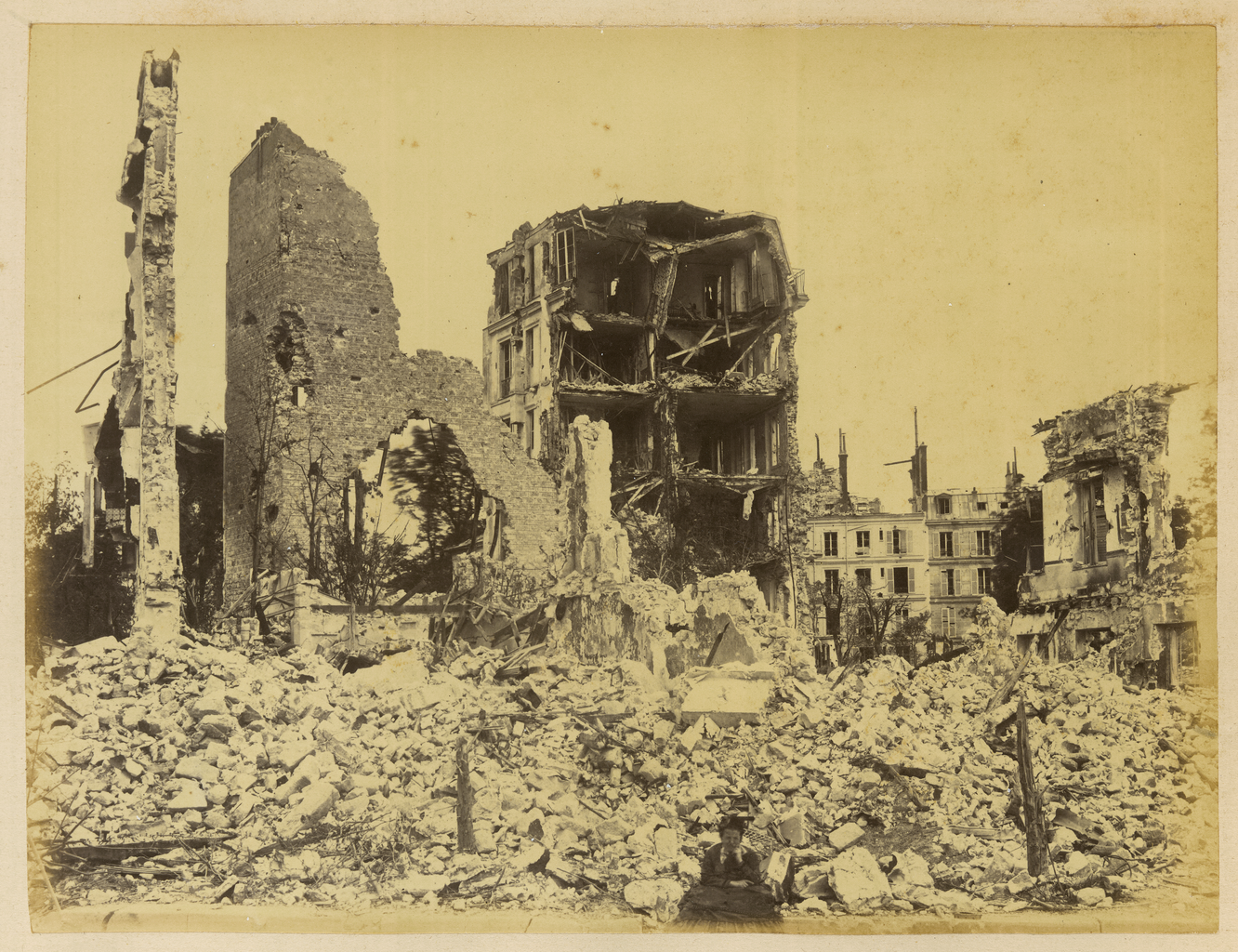
Vue partielle des ruines près du pont et de la gare d’Auteuil après le siège et la Commune de Paris en 1871.
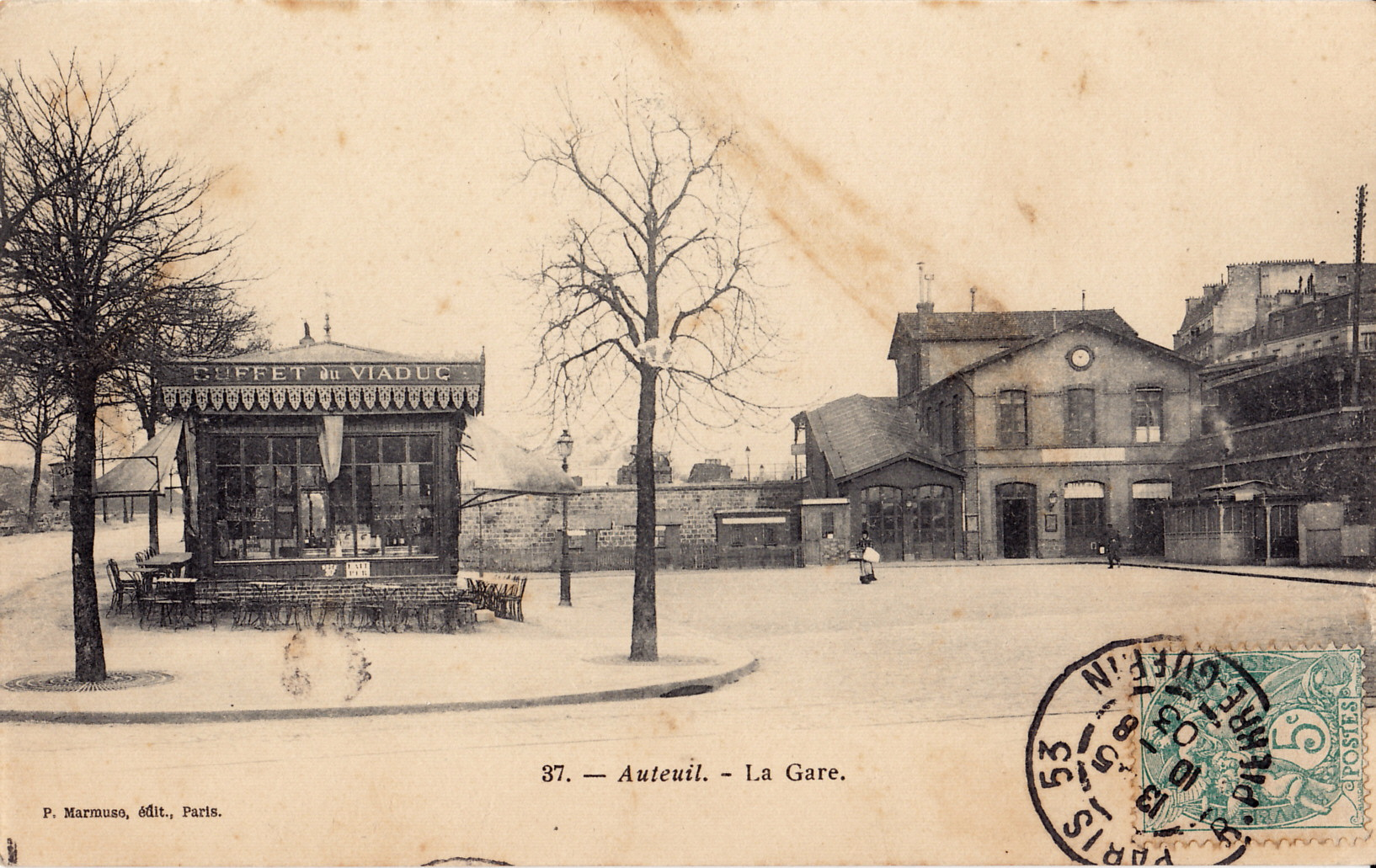
La gare, vers 1903. À l'extrême droite, on devine le début du viaduc de nos jours disparu.
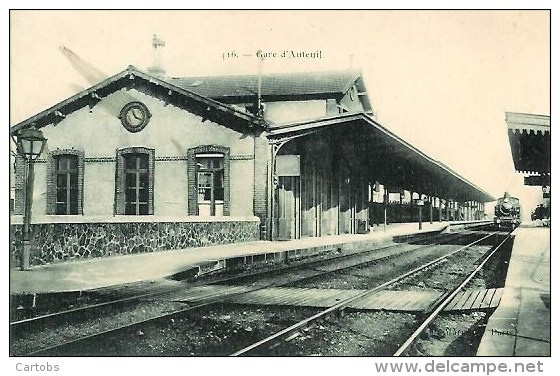
Les quais.